# ヒメキチジ属
ヒメキチジ属（学名：Plectrogenium）は、カサゴ目ヒメキチジ科の属の一つ。ヒメキチジ科は単型。インド洋と太平洋に分布する。

## 分類
1905年にアメリカの魚類学者であるチャールズ・ヘンリー・ギルバートによって、ハワイ産の Plectrogenium nanum を唯一の種とした単型属として設立された。
フサカサゴ科ヒメキチジ亜科とする見解もある。またヒメキチジ科にバラハイゴチ属を含める見解もある。属名は「plectro」(棘)と「genys」(頬、顎)の合成語で、頭部の側面に沿って並ぶ棘に由来する。

## 形態
体は側扁し、頭部に多数の棘と隆起がある。背鰭、臀鰭、腹鰭の棘には毒腺がある。背鰭は二基あり、第一背鰭は10棘、第二背鰭は2棘7軟条から成る。胸鰭は22 - 25条から成り、鱗は円鱗で、30 - 35列ある。眼窩下隆起にはコチに似て扁平な棘がある。口は腹側にある。小型で、標準体長は10cm以下。

## 分布・生態
マダガスカルからハワイ諸島までのインド太平洋に分布する。水深250 m以深の深海に生息する深海魚。

## 分類
2022年現在、10種が分類される。
- Plectrogenium barsukovi Mandritsa,  1992
- Plectrogenium capricornis Matsunuma, Uesaka, Yamakawa  & Endo, 2021
- ヨロイヒメキチジ Plectrogenium kamoharai Matsunuma, Uesaka, Yamakawa & Endo, 2021
- パラオヒメキチジ Plectrogenium kanayamai Matsunuma, Uesaka, Yamakawa & Endo, 2021
- Plectrogenium longipinnis Matsunuma, Uesaka, Yamakawa & Endo, 2021
- Plectrogenium megalops Matsunuma, Uesaka, Yamakawa & Endo, 2021
- Plectrogenium nanum C. H. Gilbert, 1905
- Plectrogenium occidentalise Matsunuma, Uesaka, Yamakawa & Endo, 2021
- ヒメキチジ Plectrogenium rubricauda Matsunuma, Uesaka, Yamakawa & Endo, 2021
- Plectrogenium serratum Matsunuma, Uesaka, Yamakawa & Endo, 2021